# Westborough (Massachusetts)
Westborough é uma vila localizada no condado de Worcester no estado estadounidense de Massachusetts. No Censo de 2010 tinha uma população de 18.272 habitantes e uma densidade populacional de 329,08 pessoas por km².

## Geografia
Westborough encontra-se localizado nas coordenadas 42° 16′ 06″ N, 71° 36′ 48″ O. Segundo o Departamento do Censo dos Estados Unidos, Westborough tem uma superfície total de 55.52 km², da qual 53.29 km² correspondem a terra firme e (4.02%) 2.23 km² é água.

## Demografia
Segundo o censo de 2010, tinha 18.272 pessoas residindo em Westborough. A densidade populacional era de 329,08 hab./km². Dos 18.272 habitantes, Westborough estava composto pelo 77.4% brancos, o 1.49% eram afroamericanos, o 0.16% eram amerindios, o 17.45% eram asiáticos, o 0.02% eram insulares do Pacífico, o 1.57% eram de outras raças e o 1.9% pertenciam a duas ou mais raças. Do total da população o 3.92% eram hispanos ou latinos de qualquer raça.